# 类甲腺质
类甲腺质（Thyronamine）是指脱羧和脱碘的甲状腺激素（甲状腺素和三碘甲腺原氨酸）及其衍生物。

## 类型
类甲腺质包括：
- 甲腺胺（T0AM）
- 3-碘类甲腺质（T1AM）
- 3,5-二碘类甲腺质（T2AM）
- 3,5,3'-三碘类甲腺质（T3AM）